# Boulahrath
Boulahrath è uno dei tre comuni del dipartimento di Barkewol, situato nella regione di Assaba in Mauritania. Contava 7.711 abitanti nel censimento della popolazione del 2000.